# Dinitroacetonitril
Dinitroacetonitril (Trivialname) ist eine chemische Verbindung. Es ist neben Nitroacetonitril  und Trinitroacetonitril  eines der drei möglichen nitrierten Acetonitril-Derivate. Es wurde 1861 von Leon Nikolajewitsch Schischkow entdeckt.

## Darstellung
Die früheste Synthese nach Schischkoff geht vom Trinitroacetonitril aus, welches er mit Schwefelwasserstoff zum Dinitroacetonitril reduzierte. Dabei entstand das Dinitroacetonitril als Ammoniumsalz, also strenggenommen Ammonium-Dinitroacetonitrilid und neben diesem noch elementarer Schwefel sowie Wasser.
Eine modernere Methode, bei der auf den Einsatz von Schwefelwasserstoff verzichtet werden konnte, geht von Cyanoximacetamid aus, welches mit Salpetersäure intermediär zum Dinitroacetonitril oxidiert wurde und mittels Kaliumhydroxid als Kaliumsalz abgefangen wurde. Dabei entstand jedoch in unbekannter Menge auch ein Nebenprodukt, welches von den Autoren gleichermaßen als Fulminsäure und Nitrocyanoacetamid bezeichnet wurde. Ob es sich bei diesem Nebenprodukt tatsächlich um Nitrocyanoacetamid handelt (was der Summenformel nach einem Trimer der Fulminsäure gleichkommen würde), oder hier eigentlich eine Zersetzung zur Fulminsäure stattgefunden hat, ist fraglich.

## Eigenschaften
Es handelt sich bei Dinitroacetonitril um eine organische starke Säure. Der Grund für den C–H-aciden Charakter ist die Nachbarschaft der beiden Nitrogruppen, welche bereits bei einfach nitrierten Kohlenstoffzentren für eine gewisse C–H-Acidität sorgt, was bei geminaler Stellung noch ausgeprägter ist. Zudem kann die negative Ladung im Anion auch auf das Nitril delokalisiert werden. Somit kommt das Dinitroacetonitril sogar der Säurestärke nach in den Bereich der Mineralsäuren.

## Externe Links zu erwähnten Verbindungen
1. ↑  Externe Identifikatoren von bzw. Datenbank-Links zu Trinitroacetonitril:  CAS-Nr.: 630-72-8, PubChem: 61180, Wikidata: Q11321988.